# Filippa Curmark
Filippa Curmark (Jönköping, 2 augustus 1995) is een voetbalspeelster uit Zweden. Ze speelt als middenvelder voor ACF Fiorentina in de Serie A.

## Clubcarrière
Curmark maakte haar profdebuut voor IFK Kalmar in de Elitettan in 2013. Een jaar later debuteerde ze voor Jitex BK in de Damallsvenskan. In het seizoen 2020 werd Curmark met Kopparbergs/Göteborg FC landskampioen, waaraan ze met twee doelpunten in 22 competitiewedstrijden een bijdrage leverde.  Na het seizoen verlengde ze haar contract tot 2022 en later tot 2024. Curmark maakte in 2025 de overstap naar het Italiaanse ACF Fiorentina, actief in de Serie A.

## Statistieken
| Seizoen | Club                    | Land   | Competitie     | Wedstrijden | Doelpunten |
| ------- | ----------------------- | ------ | -------------- | ----------- | ---------- |
| 2013    | IFK Kalmar              | Zweden | Elitettan      | 2           | 0          |
| 2014    | Jitex BK                | Zweden | Damallsvenskan | 18          | 1          |
| 2015    | Kopparbergs/Göteborg FC | Zweden | Damallsvenskan | 12          | 1          |
| 2016    | Kopparbergs/Göteborg FC | Zweden | Damallsvenskan | 19          | 0          |
| 2017    | Kopparbergs/Göteborg FC | Zweden | Damallsvenskan | 6           | 1          |
| 2018    | Kopparbergs/Göteborg FC | Zweden | Damallsvenskan | 20          | 0          |
| 2019    | Kopparbergs/Göteborg FC | Zweden | Damallsvenskan | 17          | 2          |
| 2020    | Kopparbergs/Göteborg FC | Zweden | Damallsvenskan | 22          | 2          |
| 2021    | BK Häcken               | Zweden | Damallsvenskan | 22          | 2          |
| 2022    | BK Häcken               | Zweden | Damallsvenskan | 20          | 4          |
| 2023    | BK Häcken               | Zweden | Damallsvenskan | 15          | 1          |
| 2024    | BK Häcken               | Zweden | Damallsvenskan | 21          | 2          |
| 2024/25 | AC Milan                | Italië | Serie A        | 8           | 0          |
| Totaal  | Totaal                  | Totaal | Totaal         | 224         | 21         |

Laatste update: 19 april 2025

## Interlandcarrière
Curmark maakte haar debuut voor het Zweedse nationale team op 22 oktober 2020 in een wedstrijd tegen Letland.